# متنزه نقطة نزهة الزورق الحكومي
المتنزّه الحكومي، يبلغ مساحته 70 فدان (0.28كم²) متنزّه حكومي يقع على جزيرة جريندستون في نهر سانت لورانس. يقع المتنزّه داخل حدود بلدة كلايتون في مقاطعة جيفرسون، نيويورك.

## تاريخ
تم شراء المتنزّه من قبل لجنة ولاية نيويورك للمصايد واللعبة والغابات في عام 1897. جنبا إلى جنب مع حديقة جزيرة ماري الحكومية، كانت واحدة من أولى حدائق ولاية نيويورك التي تم إنشاؤها على طول نهر سانت لورانس كجزء من محمية سانت لورانس، وهي منطقة ترفيهية داخل منطقة جزر الألفية التي أذنت بها ولاية نيويورك في عام 1896.
تم تسمية منتزة نزهة بزورق بوينت الحكومي باسم جمعية الكانوي الأمريكية، التي عقدت سابقًا اجتماعاتها السنوية في هذه المنطقة.

## وصف المتنزّه
لا يمكن الوصول إلى المتنزّه إلا بالقارب. يوفر المتنزّه ممشى طويل وطاولات نزهة وأجنحة وكابينة وأرصفة وصيد الأسماك ومسار للمشي لمسافات طويلة ومخيمًا مع مواقع الخيام. المرافق الترفيهية في المتنزّه مفتوحة من أواخر مايو إلى أوائل سبتمبر، على الرغم من السماح أيضًا بالصيد الموسمي للطيور المائية داخل المتنزّه.

## روابط خارجية
- متنزهات ولاية نيويورك: متنزّه Canoe-Picnic Point State Park